# Championnat de France de basket-ball de Nationale féminine 3
Le championnat de France de basket-ball de Nationale féminine 3 (NF3) est la cinquième division nationale du basket-ball féminin en France et la quatrième amateur, derrière la Nationale féminine 2.
Il est placé sous l’égide de la Fédération française de basket-ball.

## Histoire
Avant l’année 2010, le basket-ball féminin français ne comprenait que quatre divisions. Il fut décidé de passer son nombre à cinq, si bien que la NF1 devint Ligue féminine 2, la NF2 devint NF1, la NF3 devint NF2 et la toute nouvelle cinquième division fut nommée « Nationale féminine 3 ».
De ce fait, elle ne doit pas être confondue avec l’ancienne NF3, aujourd’hui Nationale féminine 2.

## Déroulement de la compétition
Actuellement, le championnat est composé de 96 clubs répartis en huit poules de 12 équipes.

## Palmarès
| Année                                        | Champion                                                                 | Vice-champion                                                            |
| -------------------------------------------- | ------------------------------------------------------------------------ | ------------------------------------------------------------------------ |
| Sous la dénomination de Nationale féminine 3 |                                                                          |                                                                          |
| 2011                                         | Stade montois basket féminin                                             |                                                                          |
| 2012                                         | Castelnau entente Pomarez Chalosse                                       |                                                                          |
| 2013                                         | Basket Club Montbrison Féminines                                         |                                                                          |
| 2014                                         | US Orthez basket                                                         |                                                                          |
| 2015                                         | La Tamponnaise BB                                                        |                                                                          |
| 2016                                         | Le Chesnay-Versailles 78                                                 |                                                                          |
| 2017                                         | BF Escaudain                                                             |                                                                          |
| 2018                                         | Toulouse Métropole Basket Espoirs                                        |                                                                          |
| 2019                                         | ALPC Moulin Nantes                                                       | ALL Jura Basket                                                          |
| 2020                                         | Compétition définitivement arrêtée en raison de la pandémie de Covid-19. | Compétition définitivement arrêtée en raison de la pandémie de Covid-19. |
| 2021                                         | Compétition définitivement arrêtée en raison de la pandémie de Covid-19. | Compétition définitivement arrêtée en raison de la pandémie de Covid-19. |
| 2022                                         | USO Mondeville rés.                                                      |                                                                          |
| 2023                                         | AB Chalosse Pomarez                                                      | AL Meyzieu Basket                                                        |
| 2024                                         | Chauray BC                                                               | Carqueiranne Var Basket                                                  |